# Kakert
De Kakert (Limburgs: D'r Kakert) is een Nederlandse woonwijk aan de westzijde van de Zuid-Limburgse plaats Landgraaf, feitelijk behorend tot het grondgebied van de voormalige gemeente Schaesberg. De wijk ligt deels op een heuvelrug en wordt begrensd door de Brunssummerheide.

## Geschiedenis
De omgeving van Kakert is reeds lange tijd door mensen bewoond. Ten zuidwesten van Kakert zijn er de resten gevonden van Romeinse villa Landgraaf-Schaesberg dat aan de noordwestkant van de heuvelrug Leenderberg (met de Leenderkapel) gelegen was. Naast dit villaterrein ligt de ruïne van Kasteel Schaesberg stammende uit de 16e/17e eeuw.
De Kakert is als wijk in de jaren '20 van de twintigste eeuw ontstaan om de toenemende stroom immigranten die in de steenkolenmijnen kwamen werken te huisvesten. De wijk is gelegen tussen de 7 heuvelen, het Moltbos en het Kapellerbos met als hoofdaders de Moltweg en de Kakertsweg. De lokale voetbalclub is Kakertse Boys. In het hart van de Kakert stond basisschool het Kakertshöfke, die in 2012 werd gesloten wegens gebrek aan leerlingen. Recentelijk is een groot deel van de huizen in de Kakert afgebroken en vervangen door nieuwbouw. Volgens het CBS telde de wijk in 2017 1710 inwoners.
In de Kakert staat een zaalkerk die gebouwd is in 1952: de Sint-Barbarakerk met tableaus van Kees Baard.

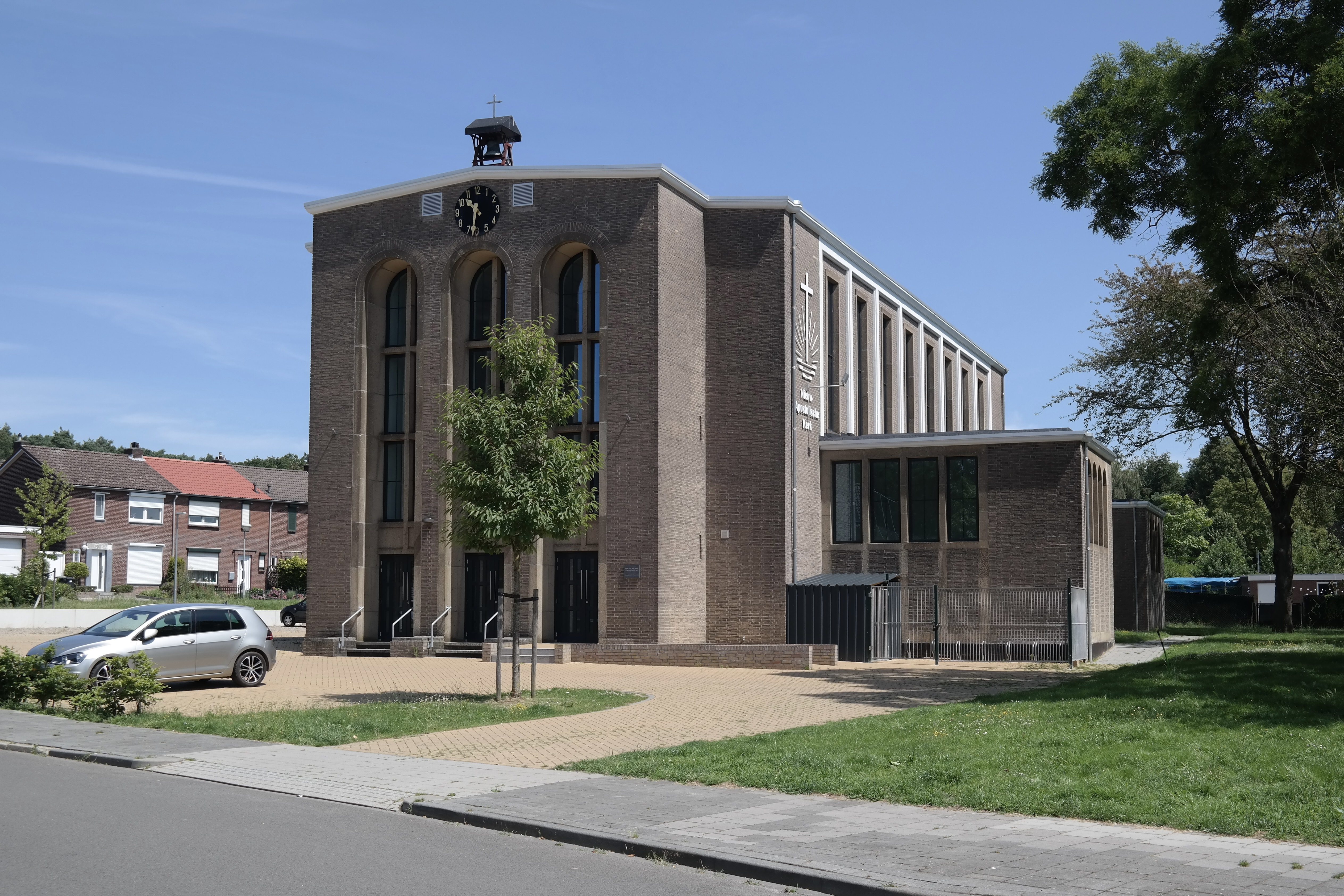
De Sint-Barbarakerk in 2024

Dorpen: Nieuwenhagen · Rimburg · Schaesberg · Waubach

Gehucht: Oude Hopel

Woonwijken: Abdissenbosch · Eikske · Groenstraat · Heiveld · Hoefveld · Kakert · Lauradorp · Leenhof · Namiddagsche Driessen · Nieuwenhagerheide · Oude Heide · Parkheide

Limburg: Steden en dorpen      Nederland: Provincies · Gemeenten